# Polistes dominula

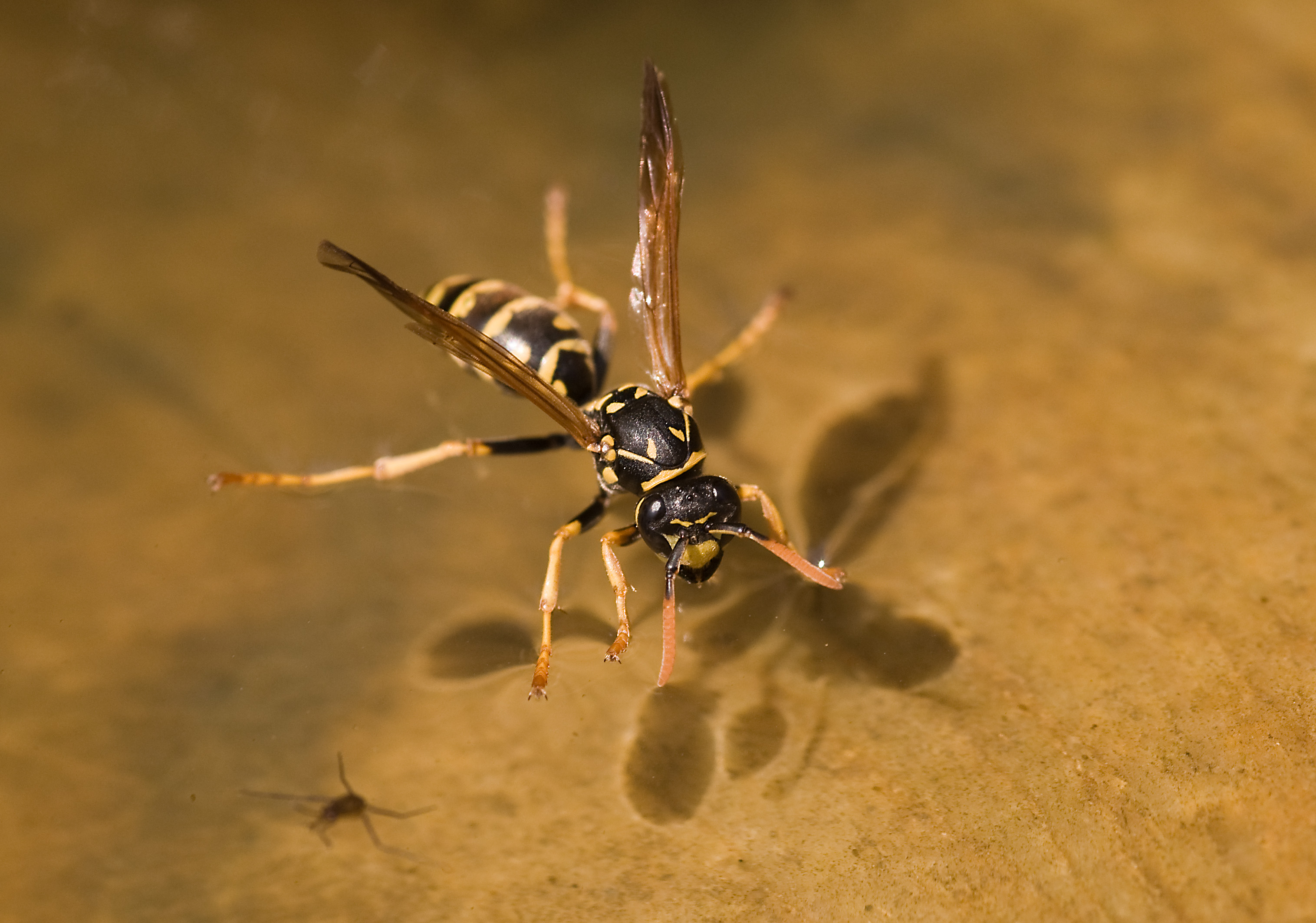

La avispa de papel europea (Polistes dominula) es una especie de himenóptero apócrito de la familia Vespidae. También es conocida como la avispa papelera europea o avispa cartonera europea. Es nativa del paleártico (Eurasia y del norte de África) pero ha sido introducida accidentalmente en América (Estados Unidos y en la zona cordillerana de Argentina y Chile, donde está bien establecida, en Sudáfrica y en Australia). Es considerada una plaga en algunos de los países donde ha sido introducida.

## Generalidades
Habitualmente construye sus nidos en aleros y abrigos resguardados de la intemperie en los techos de edificaciones y construcciones humanas, aunque también pueden aparecer en árboles, bajo piedras y otras zonas naturales que no estén muy expuestas a los elementos. La avispa adulta se alimenta principalmente de frutas maduras. Alimenta a  las larvas ya sea con insectos que ha cazado o carroña de todo tipo, incluso otras avispas de su propia especie. Normalmente ataca solo cuando percibe agresiones hacia su nido o en defensa propia. También pueden causar ataques el uso de ciertos perfumes o cremas (con aromas similares a feromonas) o los sonidos muy altos (por las vibraciones) o movimientos rápidos y bruscos que pueden hacer que se exciten.

### Picadura y Tratamiento
Su picadura es dolorosa y puede ser muy peligrosa en casos de personas alérgicas. Sin embargo, es importante resaltar que, por no poseer un hábito carroñero, su interferencia con el humano es menor y su comportamiento es menos agresivo que la chaqueta amarilla. Cuando pican, liberan una feromona que marca a la víctima como una amenaza. Las feromonas alertan a otros miembros de la colonia que el nido está siendo amenazado y más avispas pueden unirse al ataque.
Las avispas sólo atacan si perciben alguna amenaza en su nido. No solo pican, sino también muerden,[cita requerida] a diferencia de lo que ocurre con la picadura de las abejas y abejorros (Apoideos), tras la cual el aguijón queda sujeto a la piel, las avispas son capaces de retraerlo con facilidad y no lo pierden.

#### Alimentación
Esta tiene una dieta más generalista que muchas otras especies de Polistes, lo que le otorga una selección de presas más flexible. La avispa adulta se alimenta principalmente de frutas maduras pero también un estudio realizado en Europa encontró que las presas traídas a los nidos por las colonias de P. dominula representaban tres órdenes de insectos mientras que, por el contrario, los Polistes norteamericanos utilizan principalmente orugas para alimentar a sus crías. Algunas otras teorías, sin embargo, sugieren, no que los individuos tengan una dieta más general, sino que la respuesta de las colonias puede ser más oportunista en relación con los recursos. Por ejemplo, P. dominula utiliza más avispas obreras para aumentar la cantidad de alimento, utiliza huevos para alimentar a las crías y reduce la asignación de proteínas para la construcción de nidos para aprovechar presas de peor calidad durante períodos de baja disponibilidad de presas. En Kentucky, se han observado cazando orugas de la mariposa monarca.

## Características morfológicas
La avispa de papel europea posee un cuerpo color negro con manchas amarillas. Puede alcanzar hasta 2 cm de largo. Presenta el abdomen alargado y con cintura muy estrecha. A veces suele ser confundida con la chaqueta amarilla, otra avispa similar y mucho más agresiva, que tiene patas más cortas, poca cintura, abdomen más abultado y las antenas de color negro. La avispa papelera, en cambio, tiene patas largas que lleva colgando al volar y antenas color naranja. Al igual que los demás himenópteros apócritos la hembra posee un aguijón en la parte final de su abdomen que usa para inmovilizar a sus presas. También puede atacar a animales o humanos inoculando un veneno de gran toxicidad, el cual puede producir picaduras dolorosas, edemas, y hasta casos fatales debido a shock anafiláctico. A diferencia de la abeja doméstica el aguijón carece de anzuelo y no se desprende cuando pica, por lo tanto puede picar repetidamente.

### Dimorfismo sexual
Los machos poseen manchas abdominales que varían en tamaño, ubicación y patrones. Actúan como señales sexualmente selectivas y también están asociados con la jerarquía social dentro de las colonias. Los machos con patrones de manchas más pequeños y regulares son más agresivos y dominantes que aquellos con patrones más grandes e irregulares. De manera similar, la apariencia de las mujeres varía entre individuos y está asociada con su rango social. Cuanto más grandes y más dispersas sean las marcas del clípeo en la fundadora, mayor será la probabilidad de que ella sea dominante sobre otras hembras.
La longitud de las alas de los machos oscila entre 9,5 y 13,0 mm, mientras que las de las hembras oscilan entre 8,5 y 12,0 mm. La mandíbula femenina es negra y en ocasiones tiene una mancha amarilla. Las hembras tienen una marca subantenal negra que rara vez tiene un par de pequeñas manchas amarillas. El vertex femenino a veces tiene un par de pequeñas manchas amarillas detrás de los ocelos posteriores. Las hembras tienen manchas escutales amarillas en forma de coma.

## Ciclo de vida
Es considerada una especie eusocial al igual que otras especies de avispas papeleras. Las colonias son originadas tempranamente a fines del invierno, por una o más fundadoras que fueron fecundadas el otoño anterior y pudieron sobrevivir la estación fría. Una sola fundadora se convierte en reina y coloca los huevos en las celdillas del nido. Las otras suelen continuar como ayudantes, dispuestas a reemplazar a la reina si se presenta la oportunidad.
Al principio todos los huevos son hembras estériles y funcionan como obreras, cuidando la colmena. Al final de la estación hay huevos de machos y hembras fértiles que se aparean y servirán de fundadoras al año siguiente.
Los nidos son construidos en altura, buscando la protección de entretechos, tejados y aleros. Tienen un solo panal y carecen de capa envolvente. El material del nido es una especie de papel delgado con celdillas hexagonales construido a partir de celulosa que recolectan de la corteza de los árboles, y queda fijado a los techos o aleros mediante un pedestal del mismo material.
Por lo general conviven escaso número de individuos por nido, llegando a un máximo de cincuenta. En algunas ocasiones pueden volver a ocupar nidos abandonados de la temporada anterior.

### Ventajas de supervivencia
Se ha informado que muchas regiones que originalmente albergaban Polistes fuscatus se han ido modificando lentamente hasta convertirse en dominula. Algunos posibles factores contribuyen a la prevalencia de P. dominula sobre P. fuscatus, específicamente al establecerse en un territorio. Algunos de los factores incluyen el ciclo productivo de la colonia, el corto tiempo de desarrollo, la coloración aposemática, una dieta generalista y la capacidad de colonizar nuevos entornos.

### Ciclo colonial
Las colonias de P. dominula son establecidas por hembras que han abandonado sus panales natales para aparearse y encontrar nuevos asentamientos. Estas "fundadoras" utilizan tres estrategias principales para establecer nuevas colonias, incluida la construcción de un nido por sí misma, la búsqueda de "fundadoras asociadas" para construir el nido juntas y sentarse y esperar a que la fundadora original abandone el nido y luego la desplace. Una vez que las fundadoras se han asentado, la "fase fundacional" termina y es seguida por la "fase trabajadora", donde la primera generación de descendientes se produce y crece como trabajadora.
La avispa de papel parece tener una productividad de colonias relativamente alta en comparación con otras especies de Polistes. En comparaciones emparejadas de colonias de campo en Míchigan, las colonias fundadoras individuales de esta fueron de cuatro a cinco veces más productivas que el ciclo de colonia de P. fuscatus. En América del Norte, fue significativamente más productiva que colonias comparables del nativo Polistes metricus.

### Tiempo de desarrollo
La productividad relativamente alta de la dominula puede estar correlacionada con el momento del desarrollo de su cría. En comparación con el de otras especies de Polistes, el período de desarrollo de la cría de P. dominula es mucho más corto. Por ejemplo, esta produce sus primeras obreras mucho antes que el P. metricus nativo, una especie nativa de América del Norte. De manera similar, en comparación con la fuscatus, las obreras de la avispa dominula se produjeron aproximadamente seis días antes, incluso cuando las fechas de eclosión de sus huevos eran las mismas. Esto indicó que los tiempos de desarrollo de las larvas y pupas, aunque no de los huevos, fueron significativamente más cortos en la dominula que en P. fuscatus.
Se desconocen las razones precisas por las que la dominula tiene tiempos de desarrollo de cría tan cortos, pero se ofrecen varias conjeturas. A nivel mecánico, tanto los factores genéticos (por ejemplo, un tamaño corporal adulto más pequeño) como las influencias ambientales (por ejemplo, mayores niveles de aprovisionamiento) pueden desempeñar un papel. En un aspecto diferente, la presión de selección ejercida por los parásitos sociales europeos como Polistes sulcifer y Polistes semenowi podría haber causado que los tiempos de desarrollo de la avispa de papel fueran más cortos. Debido a que estos parásitos normalmente atacan los nidos hospedadores justo antes de la aparición de las obreras, sería ventajoso para esta tener un tiempo de desarrollo de cría más corto.

## Comportamiento

### Comportamiento de la fundadora
En los primeros doce días del período de anidación, el 75% de las fundadoras abandonan sus nidos originales y viajan a alrededor de tres nidos antes de establecerse permanentemente, eligiendo el nido con mayor beneficio reproductivo. Las fundadoras eligen los sitios de anidación sopesando el beneficio de una colonia ampliada con el costo del riesgo de depredación. Los nidos de fundadoras múltiples tienen una mayor probabilidad de supervivencia en comparación con los nidos de una sola fundadora y, en general, las fundadoras encontraron nidos con aquellos con los que hibernan en la misma agregación.

### Distribución del panal
El nido, que consta de un solo panal, es el corazón de la colonia, donde se almacena el alimento y se crían las crías inmaduras. También es la referencia espacial central donde la mayoría de las personas pasan su tiempo. P. dominula no ocupa la cresta en distribución aleatoria. Cada avispa pasa la mayor parte de su tiempo en el panal en un área relativamente pequeña, alrededor del 12% del panal. Este pequeño uso del espacio es la norma, independientemente del número de avispas que haya en el nido. Sin embargo, esta zona en ocasiones podría cubrir hasta el 50% del panal. Las mujeres dominantes ocupan un área más pequeña que las fundadoras y trabajadoras subordinadas. Las tasas de superposición son bajas, lo que sugiere que las avispas limitan los espacios de las demás. Los trabajadores prefieren superponer áreas con otros trabajadores, mientras que las fundadoras prefieren superponer áreas con otras fundadoras. Alrededor del 70% de las obreras están activas y ocupan una pequeña superficie del panal, mientras que el resto no tiene zonas de especial fidelidad y pasan la mayor parte del tiempo alejadas del nido o permaneciendo inmóviles detrás del nido. Las hembras alfa se ven afectadas por el contenido de las células, descansando con mayor frecuencia en las células tapadas y evitando las vacías.

### Cooperación
La cooperación proporciona beneficios de supervivencia; los grupos de fundadoras múltiples tienen más probabilidades de sobrevivir para producir descendencia que los grupos de una sola fundadora, y las fundadoras individuales en colonias de múltiples fundadoras tienen menos probabilidades de desaparecer antes de la aparición de las obreras que las fundadoras que anidan solas. Por lo tanto, la asociación proporciona importantes ventajas de productividad y supervivencia para las fundadoras que cooperan. La cooperación proporciona beneficios de supervivencia sólo si las fundadoras individuales en un nido de fundadoras múltiples tienen una mayor probabilidad de sobrevivir que las personas que encontraron nidos solas o si la contribución de la fundadora al nido se preserva incluso después de que ella se vaya.

### Pérdida de reina
La pérdida de la reina es una crisis para una colonia de insectos sociales, que puede provocar una mayor agresión e ineficiencias laborales. Además, si la colonia puede producir una nueva reina, podría tardar en producir huevos. Después de la pérdida de la reina, las reinas de reemplazo no se aparean en los doce días posteriores a la eliminación de la reina y pocas tenían óvulos maduros en sus ovarios. Después de un mes, la mayoría de las reinas de reemplazo desarrollan ovarios y se aparean. El crecimiento de los nidos disminuye con las colonias que pierden a su reina, lo que puede esperarse si un mayor comportamiento de dominancia interfiere con otros comportamientos esenciales o si la nueva reina no es competente para poner huevos. Entre las colonias sin reina de P. dominula, los individuos demostraron un mayor nivel de masticación y escalada, pero no de arremetida y mordida. Todos estos son comportamientos de dominancia. No se producen diferencias en los comportamientos de búsqueda de alimento entre colonias con y sin reinas. Los subordinados se mantienen lo suficientemente suprimidos reproductivamente como para no ser una amenaza para la reina existente, como lo indica el alto costo del reemplazo de la reina.

### Adopción de nido
La adopción es el resultado de tres situaciones: cuando las reinas pierden sus nidos y "aprovechan una mala situación"; las obreras abandonan nidos de múltiples fundadoras; y los subordinados emplean una estrategia de "sentarse y esperar", esperando que se abandonen los nidos. Los nidos quedan huérfanos cuando las avispas adultas mueren mientras cuidaban su nido, dejando una cría inmadura. Los nidos huérfanos permiten que una nueva avispa obtenga el estatus de reina sin luchar. Las hembras que adoptan nidos son menos cooperativas y gastan menos energía que las que encontraron nidos. Las fundadoras de primavera a veces fundan colonias solas, forman asociaciones con otras personas, se hacen cargo de colonias conespecíficas establecidas o incluso adoptan nidos abandonados. Las hembras adoptarían un nido abandonado si lo perdieran debido a depredación u otros daños o si esperaran para adoptar un nido huérfano en lugar de encontrar el suyo propio. Las hembras que participaron en la estrategia reproductiva de "sentarse y esperar" adoptaron el nido más maduro en lugar del nido con una mayor probabilidad de contener parientes (de la misma población). Las hembras priorizan la calidad del nido antes que rescatar a posibles parientes de otro nido abandonado. Las hembras demuestran preferencia por nidos maduros y nidos con una gran proporción de larvas de cuarto y quinto estadio. Cuando una hembra adopta un nido huérfano, destruye los huevos y larvas existentes, pero permite que las larvas y pupas más viejas completen su desarrollo. La adopción de un nido maximiza el potencial de poseer una colonia madura en fase previa a los trabajadores sin gastar demasiados recursos.

## Distribución e invasión
El área de distribución nativa cubre gran parte del sur de Europa y el norte de África, y partes templadas de Asia hasta el este de China. También se ha introducido en Nueva Zelanda, Australia, Sudáfrica, y América del Norte y del Sur. Desde mediados de la década de 1980, la población de esta avispa se ha expandido a regiones bastante más frías, especialmente hacia el norte de Europa. Se especula que el calentamiento global ha elevado las temperaturas de ciertas áreas, permitiendo que P. dominula se expanda a regiones originalmente más frías.
La primera aparición de P. dominula en América del Norte se registró en Massachusetts a finales de los años 1970, y en 1995, esta especie se había documentado en todo el noreste de EE. UU. Sin embargo, es probable que la especie también esté presente en otros estados, pero aún no se ha informado. Aunque aún se desconocen los mecanismos detallados de la dispersión de la especie, algunos individuos, incluidas las fundadoras, pueden haberse escondido dentro de artículos transportables como cajas de envío, remolques, barcos u otras estructuras artificiales utilizadas durante el comercio internacional entre países.

### Difundido en América del Norte
Las adaptaciones de comportamiento le han permitido expandirse fuera de su área de distribución nativa e invadir Estados Unidos y Canadá. Si bien la mayoría de las especies de Polistes en los Estados Unidos se alimentan únicamente de orugas, la avispa de papel come muchos tipos diferentes de insectos. También anida en áreas con mejor protección, por lo que puede evitar la depredación que ha afectado a muchas otras especies de Polistes. Gran parte de América del Norte tiene una ecología y un hábitat muy similares a los de Europa, y esto ha permitido una colonización más rápida y exitosa. P. dominula también se comparó con Polistes fuscatus, que es autóctono de Estados Unidos y Canadá, y se descubrió que es más productivo. Esta produce obreras aproximadamente una semana antes y busca alimento más temprano en el día que P. fuscatus. Es una preocupación para los productores de cerezas y uvas de la Columbia Británica, ya que daña la fruta al morder la piel. También propaga levaduras y hongos que dañan la fruta y pueden ser una molestia para los trabajadores y recolectores durante la cosecha.
Antes de 1995, Polistes fuscatus era la única especie de Polistes en Míchigan. En la primavera de 1995, se descubrió una única colonia fundadora de la avispa de papel anidando en la caja nido de Polistes en la Reserva de la Universidad de Oakland en Rochester, Míchigan. En 2002, aproximadamente un tercio de las colonias de Polistes dominula en la reserva fueron eliminadas debido a la preocupación por la pérdida de la población residente de P. fuscatus. Aunque la eliminación de la población de P. dominula desaceleró su expansión, en 2005, el 62% de las colonias en la Reserva eran de P. dominula. Varios investigadores concluyeron que esta probablemente estaba reemplazando a P. fuscatus a través de competencia indirecta o de explotación, lo que era consistente con su hallazgo de que P. dominula era significativamente más productivo que P. fuscatus.

#### Invasión en territorios de América del Sur
El primer registro de la avispa en Argentina fue en el año 2003 en la localidad de El Bolsón (Río Negro). Actualmente,[¿cuándo?] debido a su expansión, la avispa se encuentra presente en las provincias de Neuquén, Río Negro y Chubut, causando daños por su invasión, ya que al alimentarse de larvas de insectos, puede representar una amenaza para otras especies de insectos nativos de las áreas invadidas. Por otro lado, las avispas pueden cortar la fruta con sus poderosas mandíbulas, para alimentarse de ella causando un daño físico a la piel de la fruta permitiendo que microorganismos ingresen a la pulpa dando lugar a la podredumbre de la misma. Además, actúan como vectores de enfermedades, ya que son capaces de dispersar los microorganismos durante sus viajes de recolección, constituyendo así un daño directo e indirecto para la actividad frutícola.